# شاستل‌هورن
شاستلئورن (به لاتین: Chastelhorn) یک کوه در سوئیس است که در کانتون آوری واقع شده‌است. شاستلئورن ۲٬۹۷۳ متر بالاتر از سطح دریا واقع شده‌است.